# Днепропетровский стрелочный завод
Днепропетровский стрелочный завод — промышленное предприятие Украины, расположенное в городе Днепр.

## История
В 1916 году образованы мастерские стрелочной продукции Екатерининской железной дороги.
В 1934 году начало строительства Нижне-Днепровского стрелочного завода в городе Днепропетровске.  В 1936 году завод передан из ведения Сталинской железной дороги в систему треста Машиностроения НКПС. В том же году завод выпустил первую продукции. 
В 1941 году завод был эвакуирован на станцию Инская Новосибирской области. В соответствие с распоряжением Наркомата путей сообщения СССР в 1943 году часть трудового коллектива Днепропетровского стрелочного завода возвращается в Днепропетровск и приступает к восстановлению своего предприятия. Основная масса работников вместе с оборудованием оставляется в России, в результате чего образовывается новое предприятие — Новосибирский стрелочный завод. 
В советские времена Днепропетровский стрелочный завод совместно с Новосибирским и Муромским стрелочными заводами, в полном объеме обеспечивают потребности МПС СССР в стрелочной продукции.

## Финансовые показатели
2009 год- чистая прибыль 14,9 млн. гривен;
2010 год- чистая прибыль 69,05 млн. гривен .  

## Производственные мощности
- сталелитейное производство
  - сталелитейный цех №1
  - сталелитейный цех №2
- сборочное производство
  - механосборочный цех
  - механозаготовительный цех (в т.ч. кузнечно-прессовый участок)
- вспомогательное производство
  - ремонтно-механический цех (в т.ч. участок нестандартного оборудования)
  - инструментальный цех (в т.ч. модельный участок)
  - ремонтно-строительный цех
  - энергосиловой цех

## Продукция
Основным видом деятельности завода является производство стрелочных переводов для магистрального транспорта и выпуск продукции для промышленного транспорта и ГОКов:
- одиночные стрелочные переводы типа Р65, Р50 марки 1/11, 1/9, 1/6 на железобетонном и деревянном основании (левые, правые, симметричные)
- двойные перекрестные стрелочные переводы типа Р65, Р50 марки 1/9
- стрелочные переводы с гибкими стрелками
- двойной перекрестный перевод типа Р50 марки 1/9 с подвижными сердечниками
- глухие пересечения типа Р65, Р50 марки 2/11, 2/9, 2/6
- глухие пересечения индивидуального исполнения типа Р65 угол 27', 45', 90'
- пересечения колеи 1520 мм и колеи 1435 мм или 750 мм
- одиночные стрелочные переводы типа Р65 марки 1/9, 1/7, 1/5
- бронеплиты
- зубья ковшей
- стрелочные переводы для метрополитена
- заградительные барьеры для железнодорожных переводов